# Louis Goaziou
Louis Goaziou né à Scrignac en France le 22 mars 1864 et mort à Charleroi en Pennsylvanie le 31 mars 1937 est un militant français, figure du mouvement révolutionnaire franco-américain. Franc-maçon, il est le fondateur et animateur de la fédération américaine du Droit humain.

## Biographie
Louis Goaziou nait dans une famille modeste d'un père sabotier et d'une mère mercière ambulante. Il fait partie d'une fratrie de dix enfants dont six meurent en bas âge. Sa mère décède alors qu'il n'a que 2 ans. Il fréquente l'école du village avant d'être confié à une institution religieuse qui semble le destiner à la prêtrise, mais il choisit de s'éloigner de cette institution. Il en garde toutefois une bonne formation culturelle. En 1883, il quitte la France pour les États-Unis, il est âgé de 16 ans et débarque en Pennsylvanie à Houtzdale où il commence à travailler comme mineur de fond. La dureté de ce labeur et les difficultés de subsistance l'incite à rentrer en France, mais il rencontre en 1926, une jeune émigrée belge, Marie Bourgeois. Il l'épouse le 28 août 1883 et s'installe définitivement sur le sol américain, trois enfants naissent de cette union.  

### Syndicalisme
Lorsqu'il est mineur en Pennsylvanie, il adhère au syndicat International People’s Association proche des mouvements anarchistes et libertaires et commence des actions militantes. Il participe à une première grève de deux mois en 1882. Il rejoint l'International Working People's Association, une association libertaire. Parfaitement anglophone, il donne des cours d'anglais aux francophones immigrés. 
Il adhère en 1901 au parti socialiste américain où il crée une cellule francophone sans oublier ses racines libertaires.
Lors du congrès national du parti à Chicago, il noue des liens avec des canadiens francophones , convainc le mouvement de la pertinence d'une tournée au Canada qu'il mène en 1905.

### Journalisme
Louis Goaziou prend la relève d'Édouard David, vétéran blanquiste de la période de la Première Internationale qui s’est ensuite rapproché des anarchistes et aux côtés duquel il collabore au Réveil des masses. Il consent de nombreux sacrifices personnels pour faire vivre une presse révolutionnaire d’expression française, lançant successivement Le Réveil des mineurs, L’Ami des ouvriers (1er août 1894-15 mai 1896), La Tribune libre (25 juin 1896-14 août 1900) et enfin L’Union des travailleurs, dont la parution débute en mars 1901 et se poursuit sans interruption jusqu’en septembre 1916. Ce dernier est un journal francophone qui édite 1 500 exemplaires et traite des théories de socialistes français comme Léon Lafargue, Jules Guesde ou Jean Jaurès. Ce journal devient le journal du Parti socialiste américain, il est publié jusqu'en 1916 à Charleroi.

### Franc-maçonnerie
Avant d'être initié en franc-maçonnerie, Louis Goaziou devient membre des knights of Labor (Chevaliers du labeur) ordre américain créé en 1869. Structure quasiment clandestine ou de nombreux francs-maçons américains et européens élaborent des moyens pour améliorer la vie des ouvriers du pays. L'organisme prolétarien fonctionne comme une obédience maçonnique, impose le secret à ces membres et s'inspire de rituels, usent pour leur revendication d'un moyen d'action largement utilisé aux États-Unis, le boycott.
Louis Goaziou est initié en compagnie de quatre hommes et quatre femmes en franc-maçonnerie le 13 octobre 1903, c'est au sein de son journal L'union des travailleurs qu'il rencontre Antoine Muzzareli franc-maçon du Grand Orient de France avec qui il fonde la première loge mixte de l'obédience Le Droit Humain aux États-Unis, la loge « 301 Alpha » dont il devient le premier vénérable maître. De 1903 à 1907, il participe à la fondation de nombreuses loges maçonniques principalement dans les zones minières du pays. Il donne à la franc-maçonnerie un rôle et une mission qui visent à l'élévation de l'humanité. Ses créations insistent sur les devoirs des francs-maçons et l'engagement au service de l’intérêt général. Le suicide d'Antoine Muzzarelli en octobre 1908, le laisse à la gestion des affaires, il organise le convent de Saint-Louis d'une fédération américaine officieuse et n'ayant jamais eu de président. Les membres de la convention créent officiellement la Fédération américaine du Droit humain et l'élisent comme premier président en 1909. Cette fédération qui mêle syndicalistes, révolutionnaires et théosophes est la première expérience de l'internationalisme du Droit Humain.
Sous sa présidence, Louis Goaziou s'attache à maintenir la mixité et la tolérance dans les loges. Il admet toutefois que l'admission d'afro-américains en loge demande du temps. En 1929, il écrit qu'« admettre des gens de couleur ne leur ferait aucun bien et nous ferait beaucoup de tort », les européens n'ayant pas selon son expérience une réelle compréhension des problèmes raciaux aux États-Unis. Sous l'influence d'Annie Besant, nait la première loge à tendance théosophique sur le sol américain. À Chicago en compagnie de la Britannique, il installe la loge « Saint Germain n°351 ». Il travaille à l'équilibre entre les diverses tendances de la fédération, l'ordre mélange sans distinction, membres socialistes plutôt anti-religieux et éléments mystiques et religieux. Rassembleur, il trouve l'équilibre entre les différentes sensibilités de l'Ordre et met en exergue, en 1914, la diversité de nationalités des neuf représentants du Conseil national.
Dans le même temps, au convent de Chicago de juin 1913, il lance un projet de construction pour établir la fédération, The Home. En aout 1916, un terrain est acquis dans le Colorado près du village de Larkspur. Situé à 2 000 mètres d'altitude, la propriété fait face à une colline qui prend le nom d'« Human Rights Mountain » et comprend notamment un sanatorium et un orphelinat.